# Совежа
Совежа (рум. Soveja) — комуна у повіті Вранча в Румунії. До складу комуни входять такі села (дані про населення за 2002 рік):
- Драгословень (1570 осіб) — адміністративний центр комуни
- Рукерень (1155 осіб)

Комуна розташована на відстані 179 км на північ від Бухареста, 52 км на північний захід від Фокшан, 146 км на південний захід від Ясс, 123 км на північний захід від Галаца, 90 км на північний схід від Брашова.

## Населення
За даними перепису населення 2002 року у комуні проживали 2725 осіб.
Національний склад населення комуни:
| Національність | Кількість осіб | Відсоток |
| -------------- | -------------- | -------- |
| румуни         | 2723           | 99,9%    |
| угорці         | 2              | 0,1%     |

Рідною мовою назвали:
| Мова      | Кількість осіб | Відсоток |
| --------- | -------------- | -------- |
| румунська | 2723           | 99,9%    |
| угорська  | 2              | 0,1%     |

Склад населення комуни за віросповіданням:
| Релігія        | Кількість осіб | Відсоток |
| -------------- | -------------- | -------- |
| православні    | 2722           | 99,9%    |
| реформати      | 2              | 0,1%     |
| греко-католики | 1              | < 0,1%   |

## Зовнішні посилання
- Дані про комуну Совежа на сайті Ghidul Primăriilor